# 산마리노 베이스볼 클럽
산마리노 베이스볼 클럽(San Marino Baseball Club)는 이탈리안 베이스볼 리그의 프로 야구 팀이다. 이탈리아 산마리노를 연고로 하고 있다.